# Gruppo dei Verdi
Il Gruppo di Verdi è un gruppo parlamentare svizzero formatosi nel 1987, anche noto in passato come Gruppo Ecologista. Nella 52ª legislatura include 26 parlamentari, di cui 23 Consiglieri nazionali e 3 Consiglieri agli Stati, tutti appartenenti ai Verdi Svizzeri. In passato il gruppo ha anche ospitato parlamentari del Partito Cristiano Sociale, del Partito del Lavoro e di altri partiti di sinistra.

## Composizione storica
Nelle legislature precedenti, le dimensioni del gruppo erano le seguenti:
| Legislatura | Seggi al Consiglio nazionale | Seggi al Consiglio degli Stati |
| ----------- | ---------------------------- | ------------------------------ |
| 46ª         | 10 / 200                     | 0 / 46                         |
| 47ª         | 14 / 200                     | 0 / 46                         |
| 48ª         | 22 / 200                     | 2 / 46                         |
| 49ª         | 15 / 200                     | 2 / 46                         |
| 50ª         | 12 / 200                     | 1 / 46                         |

## Presidenti
I presidenti del gruppo dal 1987 a oggi sono stati i seguenti:
| Presidente        | Entrata in carica |
| ----------------- | ----------------- |
| Laurent Rebeaud   | 1987              |
| Rosmarie Bär      | 1989              |
| Hanspeter Thür    | 1992              |
| Cécile Bühlmann   | 1994              |
| Therese Frösch    | 2005              |
| Maya Graf         | 2009              |
| Antonio Hodgers   | 2010              |
| Balthasar Glättli | 2013              |
| Aline Trede       | 2020              |